# Camponotus corniculatus
Camponotus corniculatus é uma espécie de inseto do gênero Camponotus, pertencente à família Formicidae.